# Aeshna umbrosa
Espèce
Statut de conservation UICN

 LC  : Préoccupation mineure
Aeshna umbrosa est une espèce d'insectes de la famille des Aeshnidae appartenant au sous-ordre des anisoptères dans l'ordre des odonates. Elle a été décrite en 1908 par l'entomologiste Canadien Edmund Murton Walker. Son nom vernaculaire est l'æschne des pénombres.

## Description
Cette æschne mesure entre 64-73 mm de long et ses motifs abdominaux sont de couleur variable allant du jaune, vert ou bleu. Les bandes thoraciques sont inclinées et de grosseur semblable. Elles sont également colorées d'un dégradé de bleu à jaune.  Le mâle et la femelle sont relativement similaires. La coloration peut varier chez les individus allant de vert à jaune. 

## Répartition
Elle se retrouve à travers le Canada et dans la majorité des États des États-Unis.

## Habitat
Cette espèce vit au voisinage des étangs, marais, rivières et lacs. 